# Clermont (Nueva York)
Clermont es un pueblo ubicado en el condado de Columbia en el estado estadounidense de Nueva York. En el año 2000 tenía una población de 1.726 habitantes y una densidad poblacional de 37 personas por km².

## Geografía
Clermont se encuentra ubicado en las coordenadas 42°4′57″N 73°51′9″O / 42.08250, -73.85250.

## Demografía
Según la Oficina del Censo en 2000 los ingresos medios por hogar en la localidad eran de $47,039, y los ingresos medios por familia eran $51,012. Los hombres tenían unos ingresos medios de $35,526 frente a los $26,250 para las mujeres. La renta per cápita para la localidad era de $21,566. Alrededor del 9.4% de la población estaban por debajo del umbral de pobreza.